# Protei Regio
Protei Regio és una característica d'albedo a la superfície de Mart, localitzada amb el sistema de coordenades planetocèntriques a -22.76 ° latitud N i 310 ° longitud E. El nom va ser aprovat per la UAI l'any 1958 i fa referència a la regió de Proteu, en la mitologia grega, divinitat marina amb el do de la profecia.